# Deinbollia maxima
Deinbollia maxima är en kinesträdsväxtart som beskrevs av Ernest Friedrich Gilg. Deinbollia maxima ingår i släktet Deinbollia och familjen kinesträdsväxter. Inga underarter finns listade i Catalogue of Life.